# Evald Ribe
Evald Ribe, född 9 november 1667 i Stockholm, död där 2 mars 1753, var en svensk kirurg.

## Biografi
Evald Ribe var son till direktören vid Kirurgiska societeten Mattias Bernhard Ribe och Margareta Rosinia Salvius. Fadern var inflyttad från Mecklenburg. Efter studier, bland annat i kirurgi, företog Ribe utrikes resor varigenom han ökade sina kunskaper och kom därigenom att utöva kirurgyrket på ett betydligt mer vetenskapligt sätt än mängden av hans föregångare. 
År 1696 ingick han som ledamot i barberareämbetet samt erhöll sedermera Karl XII:s fullmakt att vara kunglig hovkirurg, den förste som innehade denna syssla på stat. Förordnad 1715 till ordförande och överdirektör i barberareämbetet, utverkade han för ämbetet ett nytt reglemente, då detsamma officiellt erhöll namn av Kirurgiska societeten, samt öppnade för yngre kirurger ett vidsträcktare fält till både vetenskaplig och praktisk övning, varigenom societeten och kirurgin erhöll ett ökat anseende. År 1741 begärde och erhöll han avsked både från sin plats såsom hovkirurg och sin befattning såsom överdirektör. 
Ribe var gift tre gånger, med Märta Dorotea Schulzen, Augusta Elisabet Grill född i släkten Grill och Kristina Johanna Schwartz. Andra hustrun var dotter till direktören Baltzar Grill. I det äktenskapet föddes sönerna Evald och Carl Fredrik Ribe.